# Nash-Healey
El Nash-Healey es un gran turismo de lujo (también considerado un deportivo) de dos asientos, producido por Nash-Kelvinator entre 1951 y 1954. Sería comercializado como automóvil de prestigio para promover las ventas de los otros modelos de Nash en Norteamérica.
Combinación del exclusivo tren de rodadura del Nash Ambassador y de un chasis y una carrocería europeos hechos a mano, se convirtió en el primer automóvil deportivo introducido en los EE. UU. por un fabricante de automóviles principal desde la Gran Depresión. Fue el producto de la asociación entre Nash-Kelvinator y el fabricante de automóviles británico Donald Healey. Solo un año después de su lanzamiento, el automóvil recibió algunos ajustes de estilo por parte de Pininfarina, iniciándose la parte correspondiente del montaje en Italia.
Una versión de carreras, construida con una espartana carrocería de aluminio, terminó en tercer lugar en las 24 Horas de Le Mans de 1952.

## Origen

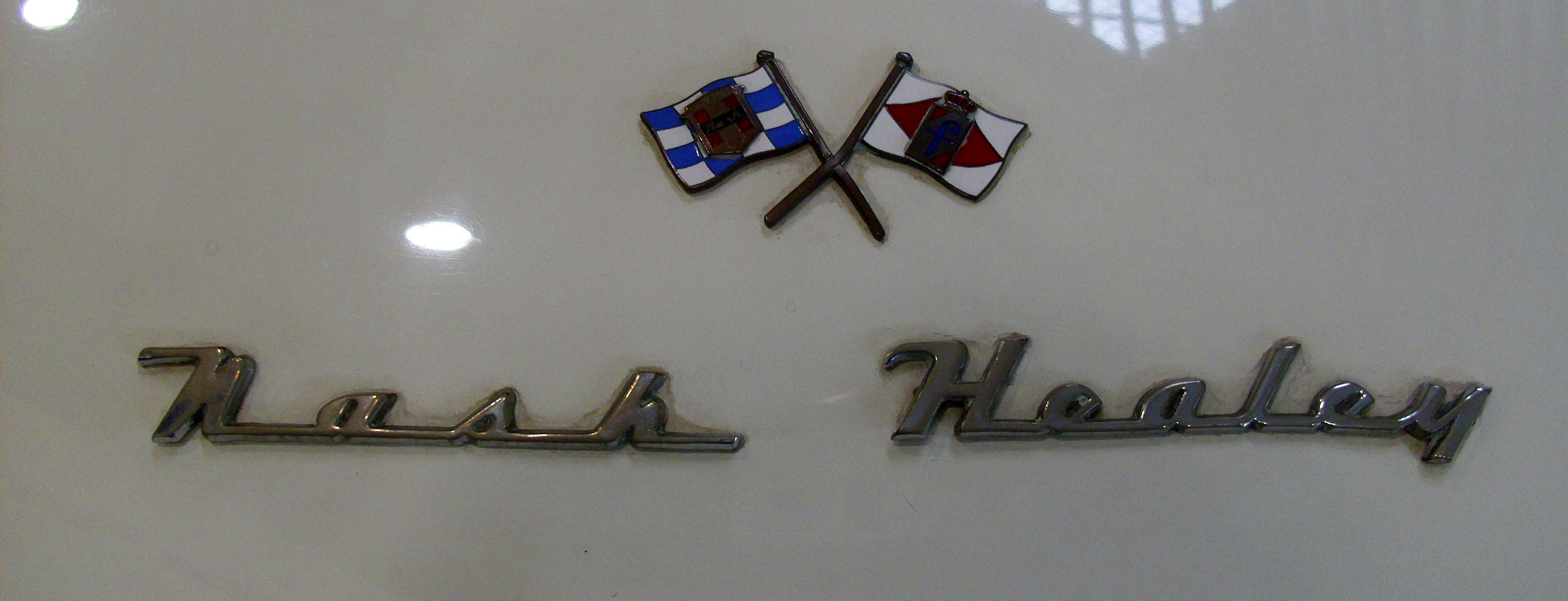
Emblema del Nash-Healey

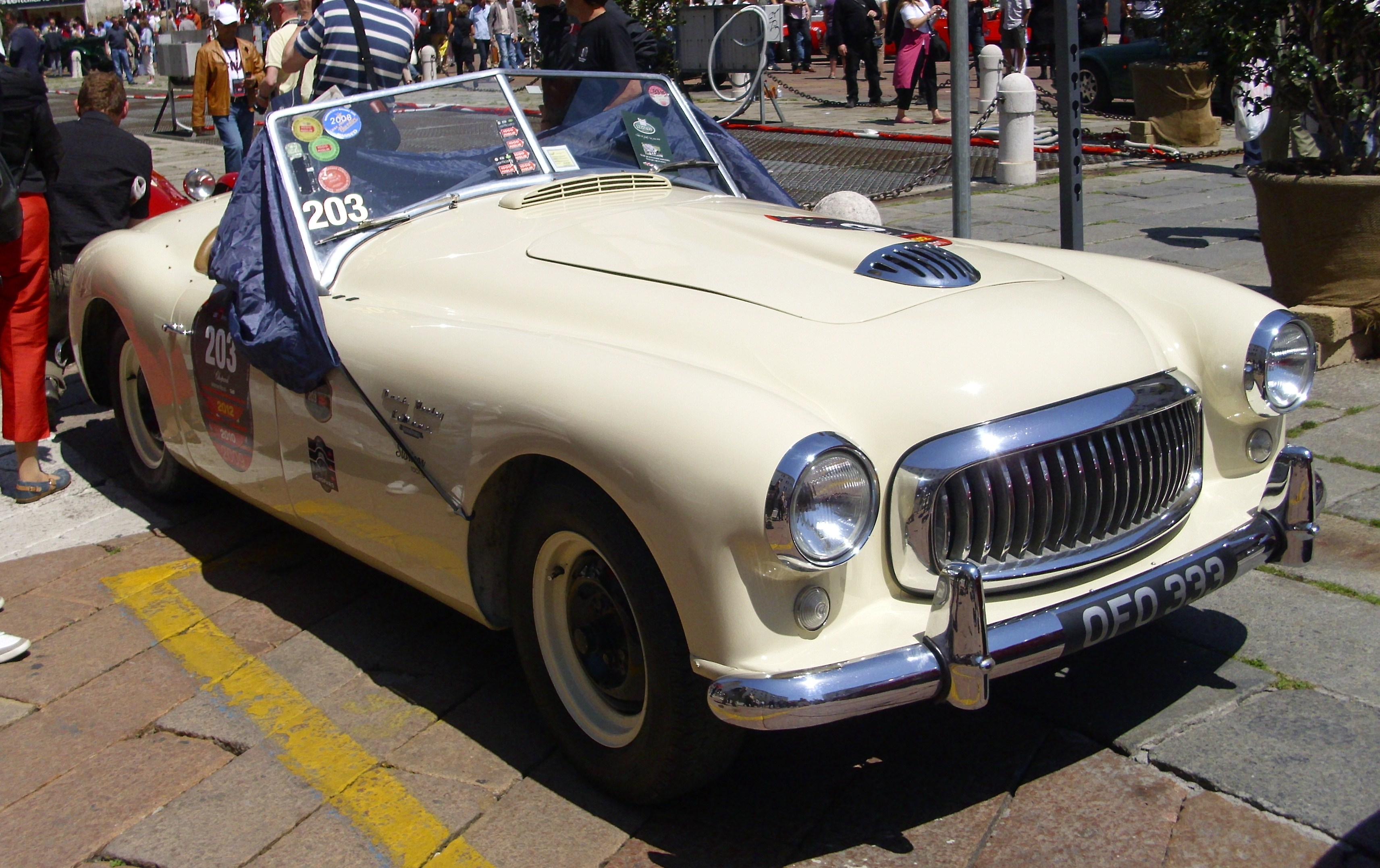
Nash-Healey de 1951

Donald Healey y el director ejecutivo de Nash-Kelvinator, George W. Mason, coincidieron en el RMS Queen Elizabeth, un transatlántico que realizaba la ruta entre Estados Unidos y Gran Bretaña. Healey regresaba a Inglaterra después de un intento fallido de comprar motores a Cadillac, la división de lujo de General Motors. Su objetivo era ampliar la producción del Healey Silverstone, que el piloto de carreras Briggs Cunningham había personalizado con el nuevo motor V8 Cadillac de válvulas en cabeza de 1949. Mason y Healey se conocieron durante la cena y se desarrolló un plan de producción durante el resto del viaje. Curiosamente, los dos se hicieron amigos porque ambos estaban interesados en la fotografía. Mason utilizaba una cámara estereoscópica (3-D) que intrigaba a Healey.
El Nash-Healey de 1951 fue el primer automóvil deportivo de posguerra de un fabricante de automóviles estadounidense importante, dos años antes que el Chevrolet Corvette. El Kurtis-Kraft, un coche hecho a medida que lo precedió, nunca alcanzó el estado de "automóvil de serie", con tan solo 18 unidades construidas.
Un prototipo del Nash-Healey se exhibió en el Salón de París en septiembre de 1950. El modelo de producción en serie debutó en el Salón de Chicago en febrero de 1951, y poco después se presentó en la Exposición de Miami. También clasificado como gran turismo por sus lujosos detalles, precio extremo y posicionamiento en el nivel superior del mercado, era lo suficientemente deportivo como para competir en varios circuitos de carreras.

### 1951

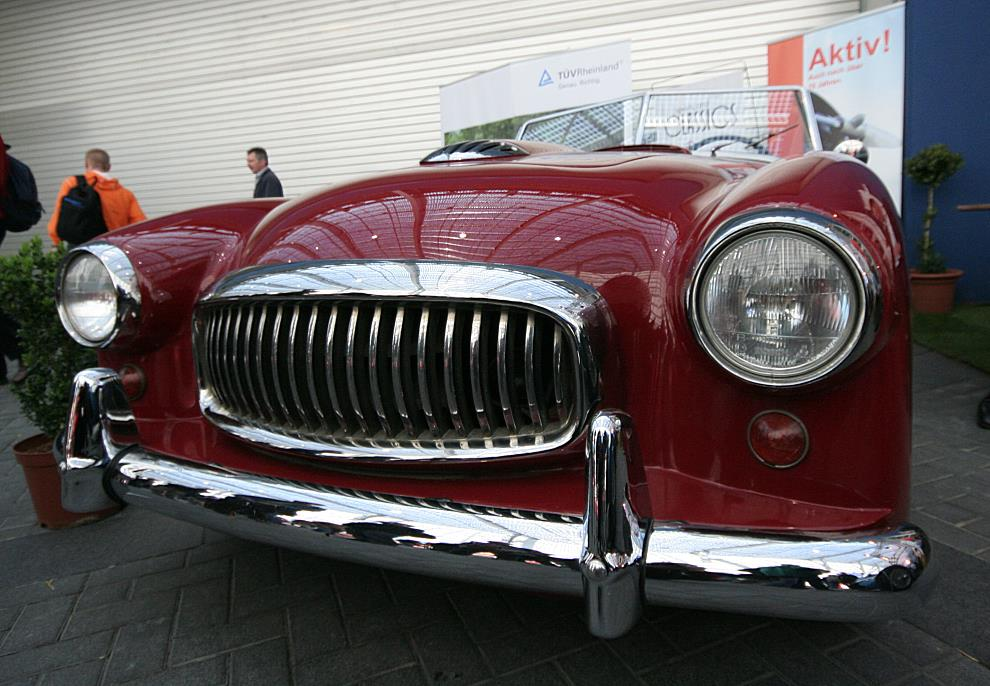
Nash-Healey de 1951

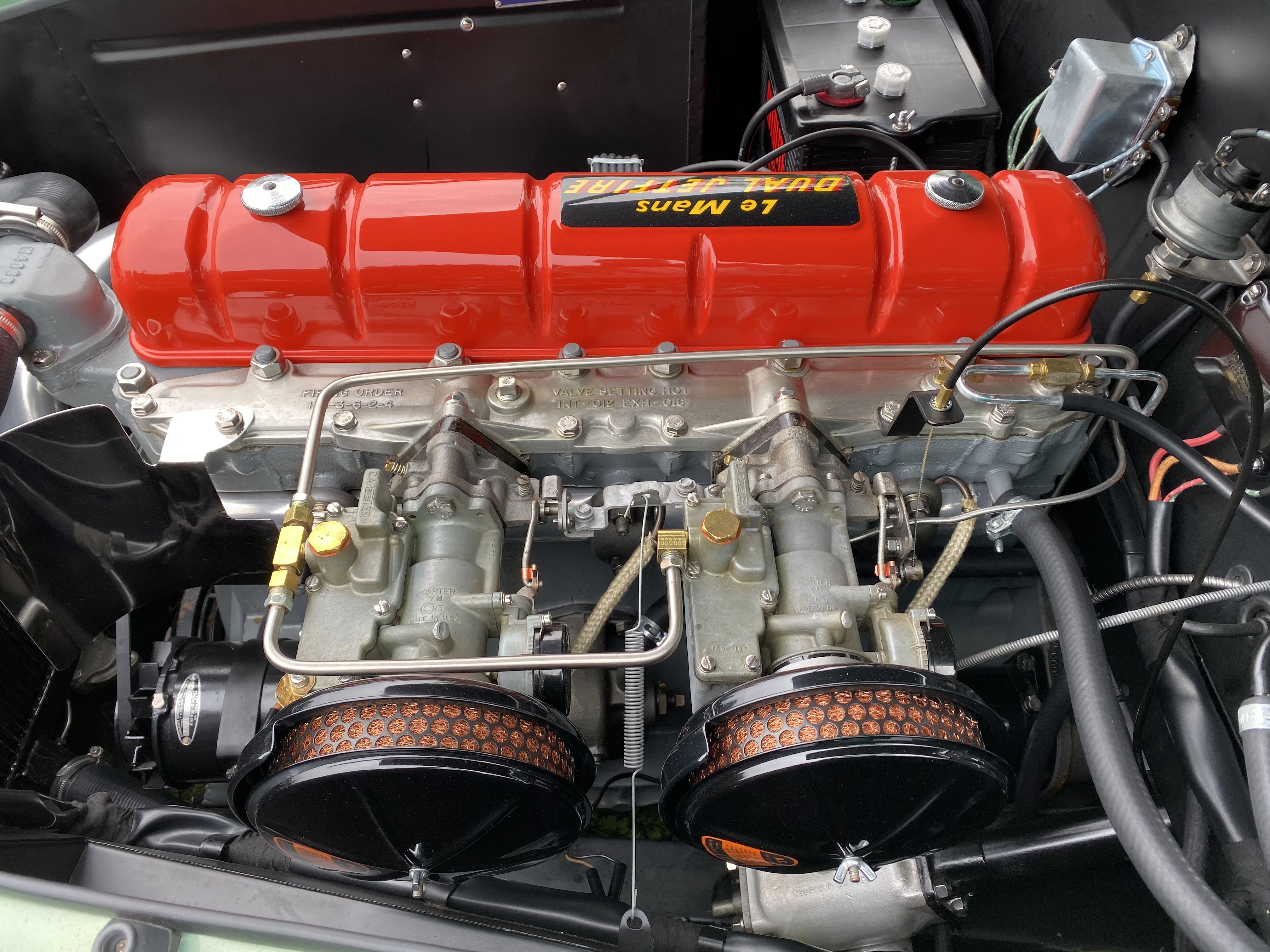
Motor Nash Ambassador de seis cilindros en línea con carburadores Carter gemelos

Nash Motors suministró a la Donald Healey Motor Company los componentes del tren de rodadura: el motor OHV de seis cilindros en línea y 234,8 plg³ (3,85 L) utilizado en el Nash Ambassador, la transmisión manual de tres velocidades Borg-Warner con overdrive, más la transmisión por tubo de empuje y el diferencial. Healey instaló una culata de aluminio más liviana y de mayor compresión (en lugar de la versión original de hierro fundido) con unos carburadores SU gemelos de 1,75 pulgadas (44 mm) de diámetro, que eran populares en los deportivos británicos del momento. Esto aumentó la potencia de la versión estándar de 112 HP (84 kW; 114 CV) a 125 HP (93 kW; 127 CV). En comparación con otros deportivos británicos contemporáneos, el motor del Nash-Healey era largo, pesado y voluminoso. Sin embargo, el plan original de Donald Healey era usar un motor Cadillac V8 de 331 plg³ (5,4 L) aún más pesado, de forma que el automóvil fue diseñado con un compartimiento del motor que permitió a algunos propietarios instalar motores V8 posteriormente.
El chasis era un bastidor de acero tipo escalera de sección en caja Healey Silverstone ensanchado y reforzado. La suspensión delantera independiente, también Healey Silverstone, utilizaba muelles helicoidales, brazos de arrastre y barra estabilizadora. La suspensión trasera presentaba un diseño de Nash, con resortes helicoidales reemplazando a la suspensión de ballesta de Silverstone, mientras que el eje de viga se configuró con la forma de una suspensión Panhard.
Healey diseñó una carrocería de aluminio, aunque debió subcontratarla a la empresa Panelcraft Sheet Metal de Birmingham. Incorporaba la calandra, el parachoques y otros adornos propios de Nash. Healey fue el responsable del ensamblaje final del automóvil.
El coche tenía cuatro frenos de tambor. Las ruedas eran de acero, adornadas con tapacubos cromados de diámetro completo y neumáticos de banda blanca de 4 capas de 64×15 pulgadas. El interior presentaba una lujosa tapicería de cuero, cojines de gomaespuma, un volante ajustable y un encendedor de cigarrillos. Los vehículos completos se enviaban a los Estados Unidos para su venta a través de la red de concesionarios Nash.
Donald Healey entregó la primera unidad a la cantante inglesa Petula Clark, con el número de registro PET 1. Los únicos colores disponibles eran "Champagne Ivory" y "Sunset Maroon". Su precio recomendado de 3767 dólares F.O.B. en Nueva York no resultó competitivo.

## Rediseños

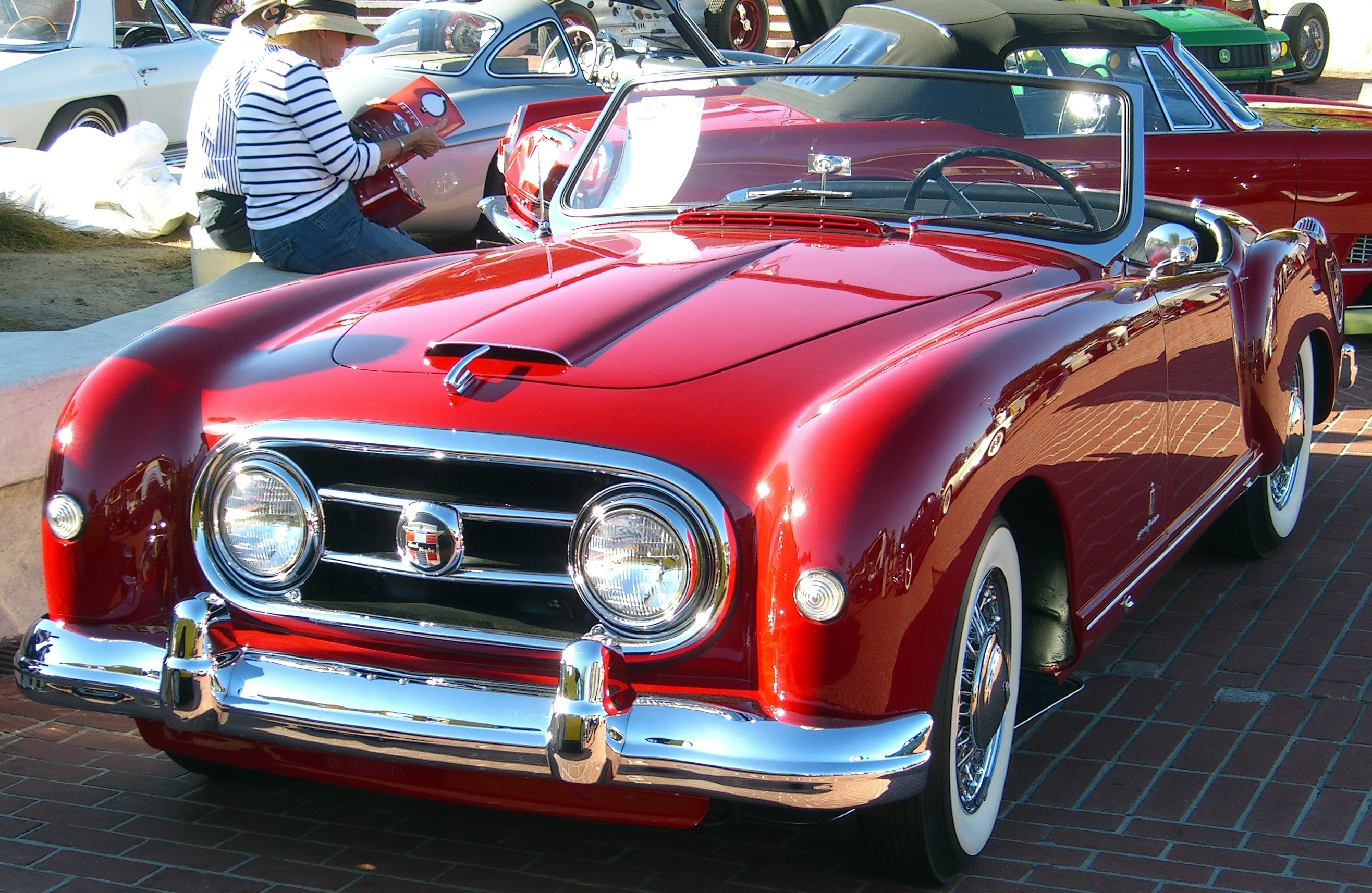
Nash-Healey roadster de 1952

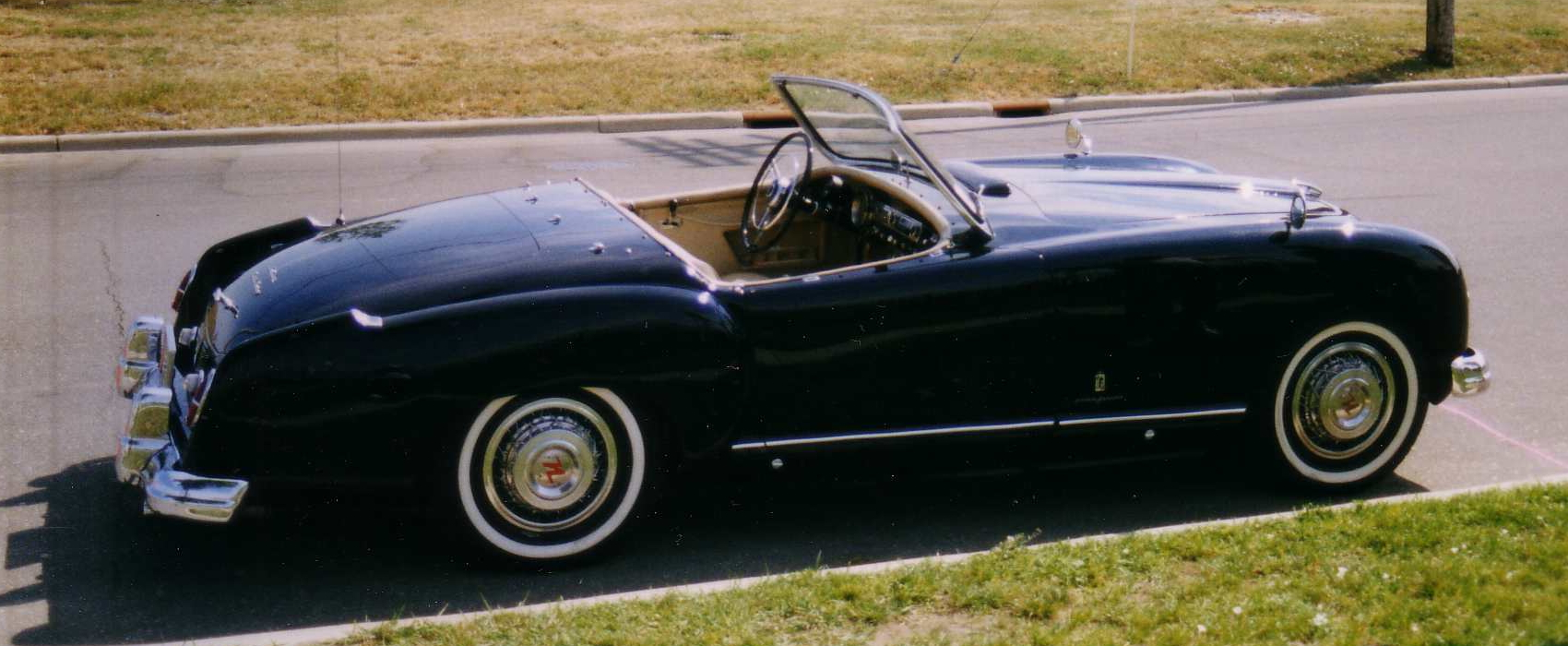
Nash-Healey roadster

### 1952
Para 1952, Nash encargó al diseñador italiano Pininfarina que revisara el diseño original de la carrocería de Healey. Uno de los objetivos era hacer que el coche deportivo fuera más parecido al resto de modelos de Nash. El frontal recibió una nueva parrilla que incorporaba faros internos. Los lados adquirieron distintas líneas de carácter desde los guardabarros, que terminaban con unas pequeñas aletas en la parte trasera. Un parabrisas curvo reemplazó al anterior parabrisas plano de dos piezas. El coche rediseñado apareció en el Salón de Chicago de ese año. Reflejando su papel como producto de prestigio, los modelos Nash Ambassador y Statesman adoptaron una parrilla inspirada en la del Nash-Healey, con faros internos en 1955. A su vez, la publicidad presentaba el nuevo Nash con un Nash-Healey de fondo para mostrar la obvia similitud.
Pininfarina en Turín construyó las carrocerías que, salvo el capó de aluminio, la tapa del maletero y el tablero de instrumentos, pasaron a ser de acero. Los paneles de aluminio, aunque requerían de una cuidadosa ingeniería, reducían notablemente el peso en vacío. El motor Nash se amplió a 252 plg³ (4,1 L), produciendo 140 HP (104 kW; 142 CV) con carburadores Carter gemelos de fabricación estadounidense.
Los costos de envío eran considerables: desde Kenosha, los motores Nash y la transmisión mecánica se enviaban a Inglaterra para su instalación en los bastidores fabricados por Healey, que luego enviaba el chasis rodante a Italia, donde los artesanos de Pininfarina modelaban la carrocería y ensamblaban el producto terminado. A continuación se enviaban a los EE. UU. Este complicado proceso logístico se tradujo en un precio de 5908 dólares en 1953, casi el doble de los 3513 dólares que costaba el nuevo Chevrolet Corvette.

### 1953

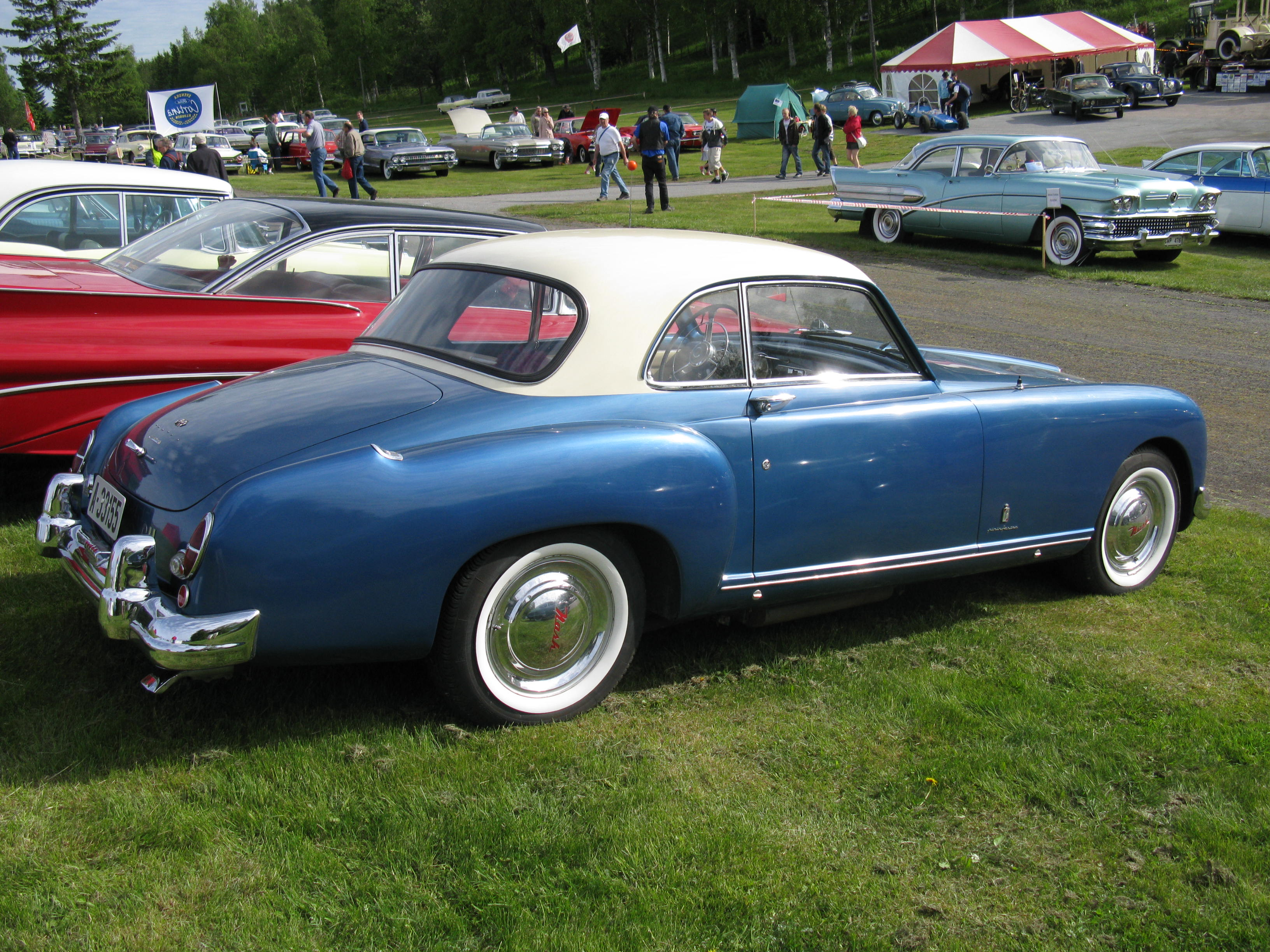
Nash-Healey cupé

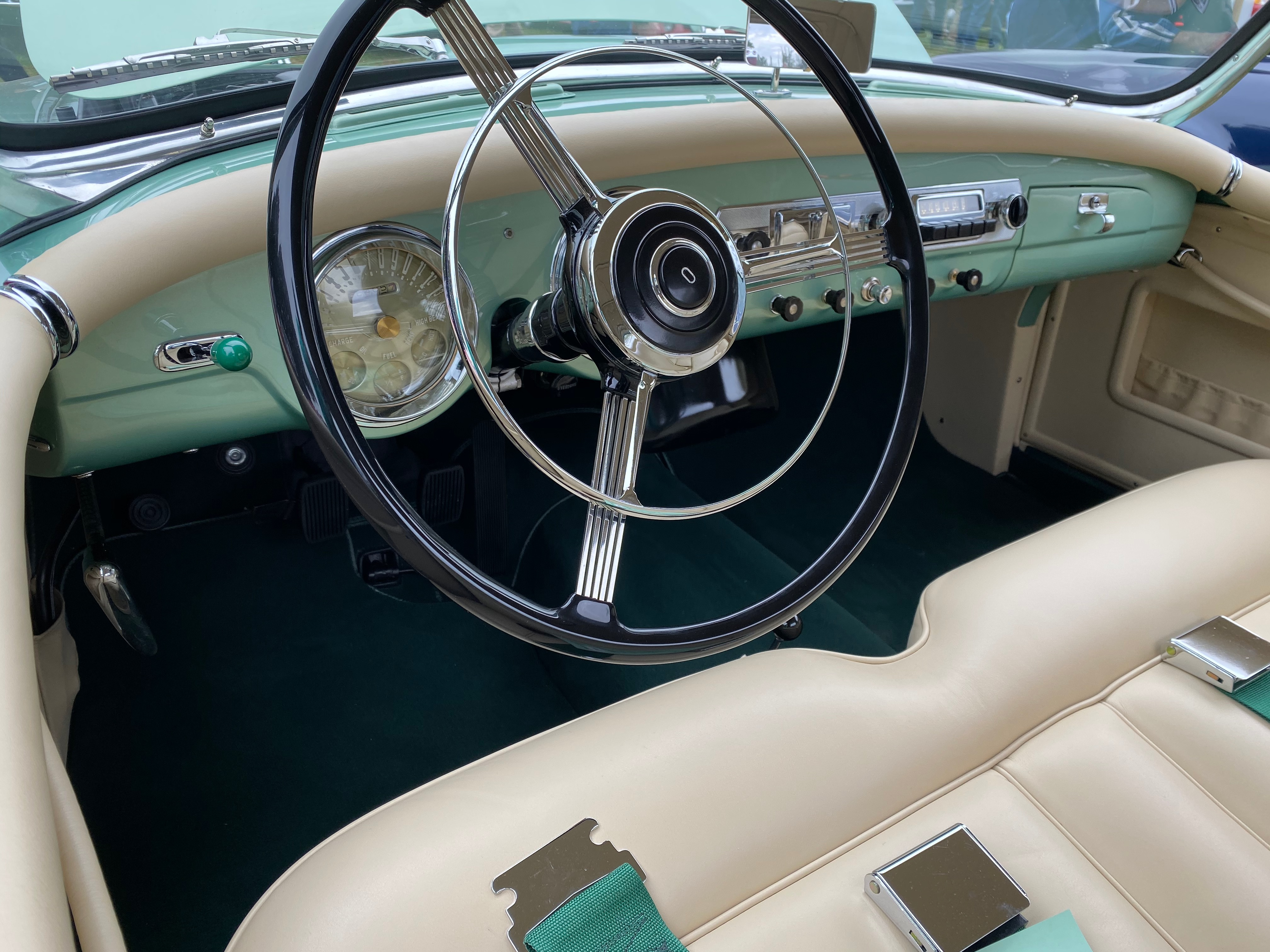
Interior del Nash-Healey

El modelo del año 1953 vio la introducción de un nuevo cupé cerrado junto al roadster (ahora denominado "convertible"). Aprovechando el tercer puesto en Le Mans de un Nash-Healey de carreras ligero construido especialmente para la carrera (véase más abajo), el nuevo modelo se denominó cupé "Le Mans". Nash ya había nombrado al motor "Le-Mans Dual Jetfire Ambassador Six" en 1952, en referencia a las hazañas en carreras anteriores de sus coches ligeros de competición.
Algunos describieron el nuevo diseño como "magnífico", aunque ciertas "personas mostraron su desinterés por los faros internos". Este montaje de faros delanteros se describió como iluminación de concentración "Safety-Vu" y su posición baja aumentaba la seguridad en condiciones de niebla. El modelo "Le Mans" de 1953 recibió el primer premio en marzo de ese año en el Concurso de Elegancia Internacional celebrado en Stresa, Italia.
Aprovechando la popularidad del golf para promocionar sus automóviles, Nash Motors y los concesionarios de Nash patrocinaron lo que el fabricante describió en 1953 como "más de 20 importantes torneos de golf en todo el país", y se mostró al golfista Sam Snead con su roadster Nash-Healey en la portada del número de junio de 1953 del boletín "Nash News".
La publicidad por emplazamiento fue otra estrategia de mercadotecnia. Un roadster propiedad de Dick Powell fue conducido por George Reeves, interpretando al personaje de Clark Kent en cuatro episodios de televisión de las Aventuras de Superman. Otro roadster aparecía en la película de 1954 Sabrina, protagonizada por Humphrey Bogart, William Holden y Audrey Hepburn.

### 1954

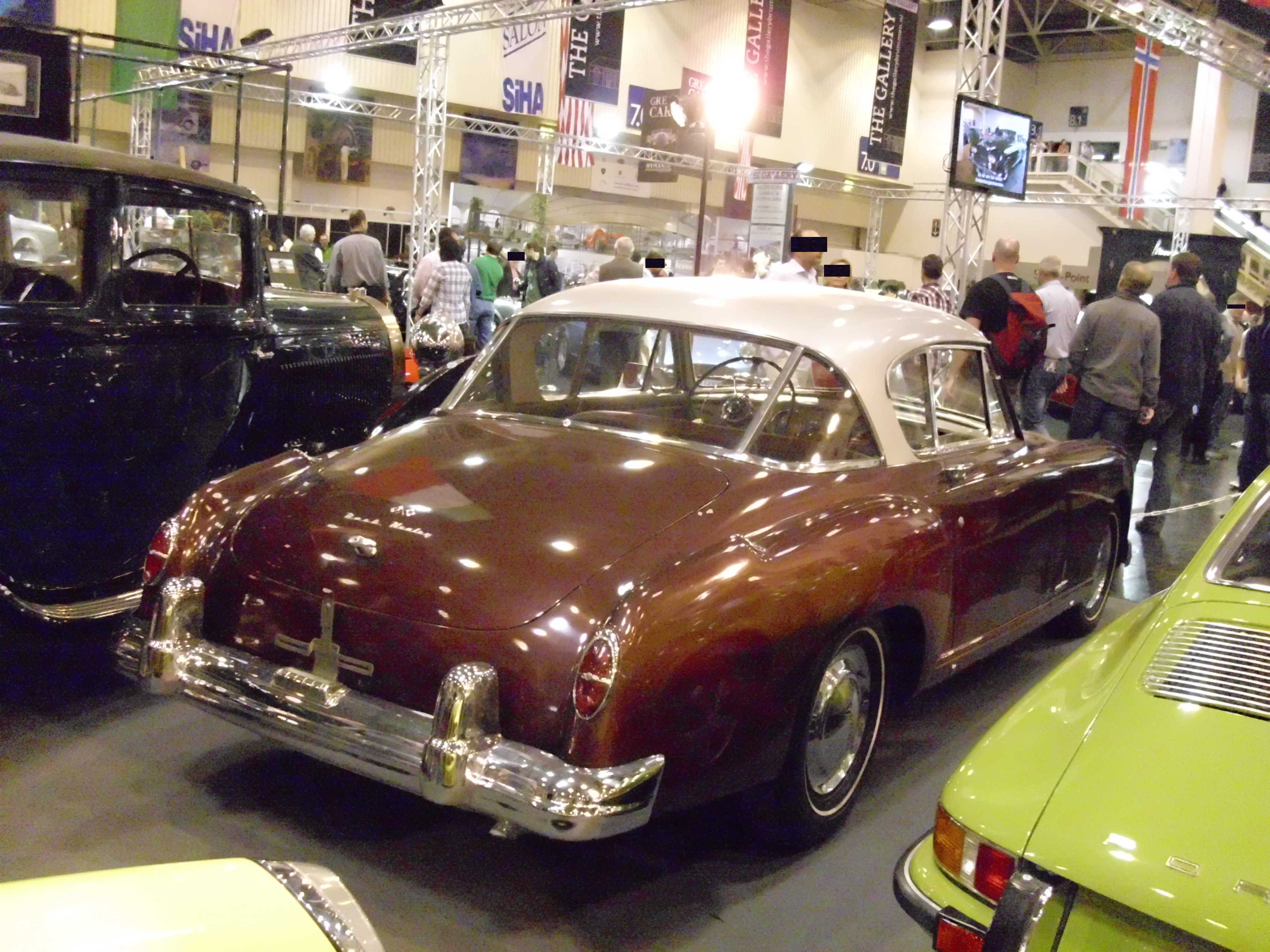
Nash-Healey "Le Mans" cupé de 1954

Nash Motors se convirtió en una división de American Motors Corporation (AMC), que se había formado a partir de la fusión de Nash con la Hudson Motor Car Company el 1 de mayo de 1954. Nash se vio abocada a disponer de recursos limitados para la mercadotecnia, la promoción y el desarrollo de este automóvil de nicho de mercado. Para entonces, AMC sabía que se estaba desarrollando el Ford Thunderbird de dos asientos, un modelo de lujo similar con motor V8. A la luz de las bajas ventas de los años anteriores, Nash retrasó la introducción de los modelos de 1954 hasta el 3 de junio y eliminó el convertible, dejando solo un cupé "Le Mans" ligeramente reelaborado, que se distinguía por un pilar "C" inclinado hacia atrás y un tres lunetas traseras de una pieza en lugar del anterior cristal de una sola pieza.
Healey se estaba enfocando en su nuevo Austin-Healey 100, de forma que "el Nash-Healey tuvo que ser abandonado". Aunque el importe de los distintos envíos internacionales que requería el montaje del coche fue un factor de costo significativo, Nash redujo el precio en el puerto de entrada en más de 1200 dólares hasta dejarlo en 5128. La producción cesó en agosto. Unas pocas unidades de 1954 sobrantes se vendieron como modelos de 1955.

## En las carreras

### Coche de seguridad de la Panamericana
Un Nash-Healey sirvió como coche de seguridad para la Carrera Panamericana de 1951, descrita como una de las pruebas automovilísticas más peligrosas del mundo. Pilotado por Chuck Stevenson, el Nash-Healey circulaba por delante de los corredores para asegurarse de que el camino estuviera despejado en "la carrera de ruta más grande del mundo".

### Carreras de resistencia
Con el fin de crear un pedigrí de carreras para la marca, Donald Healey construyó cuatro Nash-Healey ligeros para competiciones de resistencia. Al igual que los coches de carretera, tenían motores y trenes de transmisión Nash Ambassador. Sin embargo, la instalación de culatas de aluminio de mayor compresión, colectores especiales y carburadores SU gemelos aumentó su potencia a 200 HP (149 kW; 203 CV). Los coches estaban equipados con unas espartanas carrocerías de competición ligeras de aluminio. Se construyeron tres versiones abiertas y una cupé. Estos automóviles compitieron en cuatro carreras consecutivas de Le Mans y en unas Mille Miglia.

#### 1950 Le Mans
Tony Rolt y Duncan Hamilton presentaron el prototipo en Le Mans en 1950. Fue la primera entrada en la carrera de un vehículo con overdrive. El coche no solo fue uno de los 29 vehículos que terminaron la prueba de entre los 66 participantes, alcanzando el cuarto lugar. Este logro sobresaliente selló el contrato de Healey con Nash para la producción limitada de los modelos de carretera. Roger Menadue, jefe del departamento experimental de Healey, jugó un papel importante en el éxito: limó unas ranuras en las placas traseras de los frenos y extendió el mecanismo de ajuste a una pequeña palanca exterior. Por lo tanto, en cuestión de segundos, podía ajustar los frenos durante las paradas en boxes sin levantar el automóvil, una innovación que se decía que ahorraba hasta media hora en cada parada.

#### 1951 Le Mans
En Le Mans 1951, Rolt y Hamilton (que ganarían dos años después en un Jaguar C-Type) ocuparon el cuarto lugar en su clase y el sexto en la general, detrás de un Jaguar, dos Talbot-Lago y dos Aston Martin. Terminaron inmediatamente por delante de dos Ferrari y otro Aston Martin.

#### 1952 Le Mans

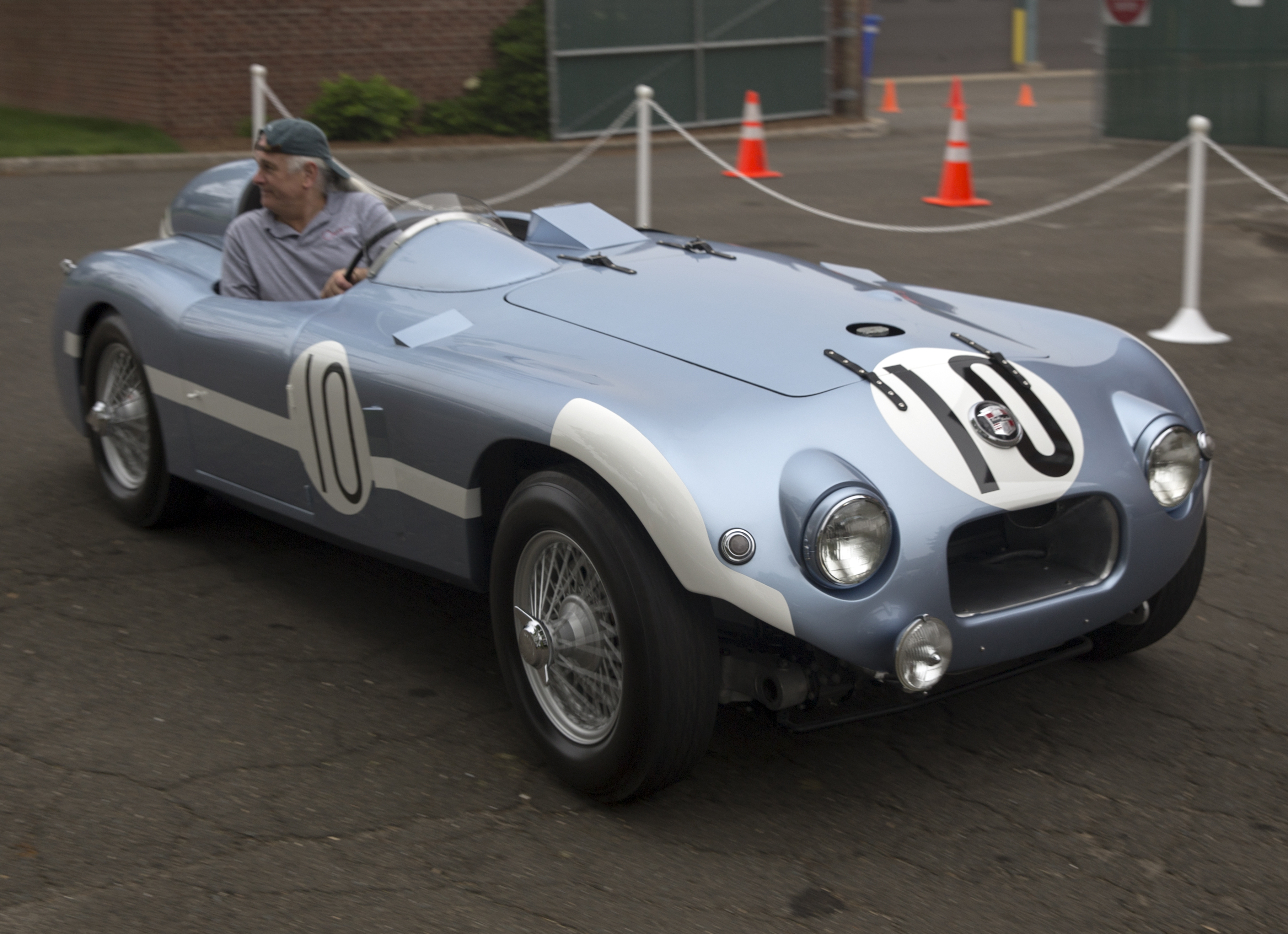
Chasis X8, el Nash-Healey ligero que quedó tercero en las 24 horas de Le Mans de 1952

En Le Mans 1952, cuando solo terminaron 17 de los 58 participantes, el Nash conducido por Leslie Johnson —un piloto con el estilo de Nuvolari, según dijo Louis Chiron— y el periodista automovilístico Tommy Wisdom ocupó el tercer lugar en la general, detrás de dos Mercedes-Benz 300 SL de fábrica; siendo también primero de su clase, por delante del Ferrari de Chinetti, y segundo en la Copa Rudge-Whitworth por el mejor resultado en dos años consecutivos. Además, ganaron la Copa Desafío Motor Gold. Los pilotos dijeron que el coche era más ágil en las curvas que sus competidores. Su rendimiento alcanzó 13 mpg‑US (18 L/100 km; 16 mpg‑imp) y el motor no necesitó aceite ni agua durante las 24 horas completas. El coche había sido construido desde cero en quince días: Menadue y su asistente Jock Reid habían fabricado la carrocería en menos de una semana, a ojo, sin ningún plano. Healey llegó a decir: "Eso es un cabrón feo, ¿no, Roger?"

#### 1952 Mille Miglia
El mismo año, Johnson corrió con el mismo coche en las Mille Miglia, la carrera italiana de mil millas de recorrido que sería prohibida por ser demasiado peligrosa cinco años después. El corresponsal de automovilismo de The Daily Telegraph, Bill McKenzie, viajaba como pasajero. Terminaron en un meritorio séptimo puesto en la general, tras el equipo de fábrica ganador de Bracco con Ferrari, los Mercedes-Benz 300SL de fábrica de Kling y Caracciola, y tres Lancia; también ocuparon el cuarto lugar en su clase. El cupé conducido por Donald Healey y su hijo Geoffrey se estrelló.

#### 1953 Le Mans
En Le Mans 1953, la fábrica se asoció con Johnson y con Bert Hadley, con un coche con la carrocería rediseñada. Johnson partió desde el puesto 27. Los dos pilotos de Nash avanzaron de manera constante en el orden de la carrera, y al final alcanzaron el puesto 11, 39 vueltas por detrás del Jaguar ganador, a pesar de haber obtenido una velocidad promedio de 92,45 millas por hora (148,78 km/h), más alta que la del año anterior, cuando obtuvieron el tercer puesto. Sin embargo, vencieron a los dos nuevos Austin-Healey 100 de Donald Healey. El segundo Nash-Healey de Veyron y Giraud-Cabantous se retiró después de nueve vueltas.
Con esto concluyó el programa de carreras de la fábrica con los coches ligeros de competición. El automóvil de Le Mans/Mille Miglia de 1952 pasó a ser de propiedad privada, y llegó a correr en los Estados Unidos.

### Legado
American Motors continuó ofreciendo prestigiosos modelos de alto rendimiento después del cese de la producción del Nash-Healey. También siguió comercializando un nicho de mercado de coches ensamblados en el extranjero, como el subcompacto de dos plazas Metropolitan.
En 1956, American Motors presentó su primer motor V8, un propulsor de 250 plg³ (4,1 L) con válvulas en cabeza y un cigüeñal forjado, que rendía 190 HP (142 kW; 193 CV) cuando estaba equipado con el carburador estándar de 2 cuerpos. En 1957, AMC amplió el diámetro de los cilindros- de 3,5 a 4 plg (89 a 102 mm) - de su nuevo V8, incrementando su cilindrada hasta 327 plg³ (5,4 L); y lo usó en el último año de las ofertas de lujo de AMC, en el Nash Ambassador y en el Hudson Hornet. Este motor también se incluyó en un "compacto" totalmente nuevo, el Rambler Rebel, con elevadores de válvulas mecánicos y una potencia de 255 HP (190 kW; 259 CV) con un carburador de 4 cuerpos; y con 288 HP (215 kW; 292 CV) si disponía del sistema de inyección de combustible eléctrico Bendix opcional. Un Rambler Rebel con inyección de combustible se inscribió en la prueba Pure Oil Daytona, pero esta versión nunca entró en producción regular debido a problemas de conducción. No obstante, al Rambler Rebel se le atribuye el mérito de ser el primer muscle car producido en serie, y tan rápido como el Chrysler 300B, el Dodge D500, el Desoto Adventurer y todos los demás sedanes estadounidenses de 1957. El único automóvil más rápido era el Chevrolet Corvette con motor de bloque corto de 283 plg³ (4,6 L) con inyección de combustible y transmisión manual de 4 marchas.
El 327 V8 habría sido una gran adición al Nash Healey. La Automobile Manufacturers Association finalmente estableció límites al patrocinio de los fabricantes de automóviles de aquellas actividades que promovieran el atractivo de la velocidad y de la potencia en 1957. American Motors observó tanto la letra como el espíritu de la resolución de la AMA, quedando al margen de la desbocada carrera del resto de la industria automotriz para ofrecer motores cada vez más potentes. En 1964, American Motors incluso adoptó el eslogan publicitario: "¿Por qué no introducimos los Rambler V-8 de alto rendimiento en las carreras? ¡Porque la única carrera que le importa a Rambler es la raza humana!" El fabricante de automóviles se centró en su exitosa línea de compactos Rambler American, Rambler de tamaño mediano y Ambassador orientada al lujo.
American Motors no tendría un automóvil verdaderamente deportivo hasta el fastback Rambler Marlin de 1965. En 1968, AMC presentó el Javelin de 4 plazas y el AMX de 2 plazas. Los Penske Javelin dominaron la serie Trans Am, derrotando a los Ford Mustang, Chevrolet Camaro, Plymouth Barracuda y otros pony cars.

## Producción

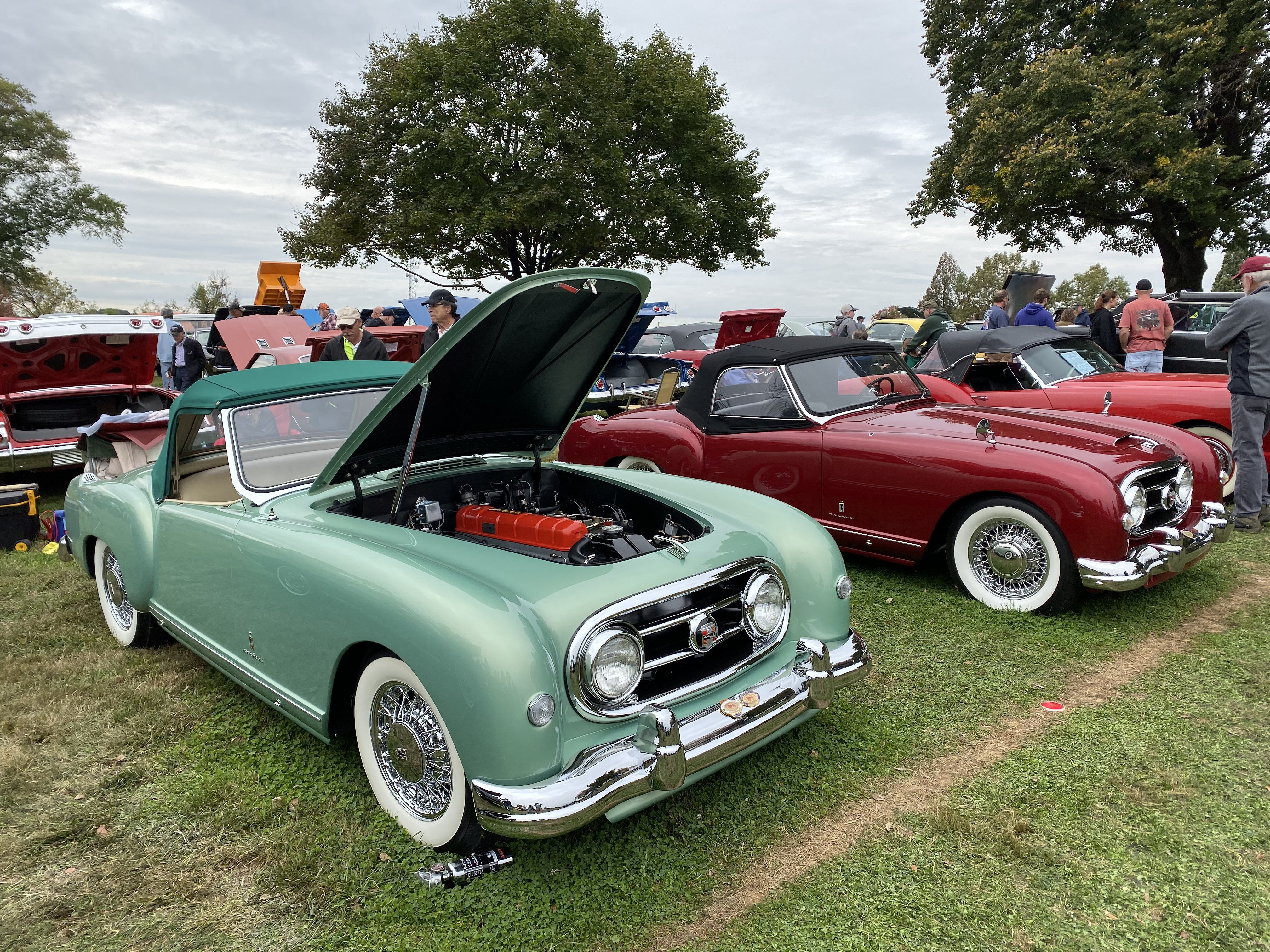
Dos roadster Nash-Healey de 1953

Todos los Nash-Healey de 1951 fueron de fabricación británica. Las carrocerías se fabricaron en Panelcraft Sheet Metal y el ensamblaje final se completó en la fábrica de Healey en Warwick. Los modelos de 1952 a 1954 fueron construidos en Italia por Pinin Farina.
| Producción del Nash-Healey | Producción del Nash-Healey |
| -------------------------- | -------------------------- |
| 1951                       | 104                        |
| 1952                       | 150                        |
| 1953                       | 162                        |
| 1954                       | 90                         |
| Total                      | 506                        |

El registro del Nash-Healey contiene un total de 520 entradas, que incluyen prototipos y coches de carreras.
Para enmarcar el coche en su época, el Nash-Healey se sitúa en Estados Unidos en la misma época que el Kaiser Darrin de 1953, el Chevrolet Corvette de 1953 y el Ford Thunderbird de 1955. El precio para el público del Nash-Healey del modelo del años 1954 era de cerca de 6000 dólares, en  comparación con los alrededor de 3500 para un Chevrolet Corvette y de 3000 para un Ford Thunderbird de 1955.